# Spinosatibiapalpus neisi
Espèce
Spinosatibiapalpus neisi est une espèce d'araignées mygalomorphes de la famille des Theraphosidae.

## Distribution
Cette espèce est endémique du département de Tolima en Colombie,. Elle se rencontre vers Saldaña.

## Description
Le mâle holotype mesure 29,1 mm.

## Systématique et taxinomie
Cette espèce a été décrite par Osorio, Benavides et Bolaño-Manjarres en 2024.

## Étymologie
Cette espèce est nommée en l'honneur de Neis José Martínez Hernández.

## Publication originale
- Bolano-Manjarres, Benavides-Rivas, Tamaris-Turizo & Osorio, 2024 : « Two new species of Spinosatibiapalpus Gabriel & Sherwood, 2020 (Araneae: Theraphosidae) from Colombia. » Arachnology, vol. 19, no 9, p. 1205-1210.